# Janez Stanovnik
Janez Stanovnik, slovenski politik, pravnik, ekonomist in partizan, * 4. avgust 1922, Ljubljana, † 31. januar 2020.
V letih od 1984 do 1988 je bil član predsedstva Socialistične republike Slovenije, od 1988 do 1990 pa predsednik predsedstva SR Slovenije. Od leta 2003 do 2013, ko je odstopil iz zdravstvenih razlogov, je bil predsednik Zveze združenj borcev za vrednote NOB Slovenije, nato pa do smrti njen častni predsednik.
Bil je nosilec Partizanske spomenice 1941 in več državnih odlikovanj ter častni meščan Ljubljane. Mestna občina Ljubljana je leta 2020 v Valvasorjevem parku postavila njegov doprsni kip.

## Življenjepis

### Starši, otroštvo in zgodnja mladost
Rojen je bil kot drugi od sedmih otrok v družini očeta pravnika in politika dr. Ivana Stanovnika in matere Ane, rojene Jeglič. Njegova mati je bila nečakinja nadškofa Antona Bonaventure Jegliča. Oče je bil kot predstavnik delavskega krila Slovenske ljudske stranke v 20-tih letih 20. stoletja ljubljanski podžupan. Iz SLS je kasneje izstopil, ker je nasprotoval strankinemu klerikalizmu. Stanovnikovi so bili verna, vendar protiklerikalna družina.
Janez se je največ družil z bratrancem Jožetom Velikonjo, čigar mati Ivanka je bila sestra njegove matere. Z Jožetom sta bila včlanjena v Marijino kongregacijo. Družini se v drugi svetovni vojni razideta. Stanovnikovi podprejo partizane, Jožetov oče Narte, propagandist domobranskih sil, pa je bil pred izrednim vojaškim sodiščem v Ljubljani junija 1945 obsojen na smrt kot okupatorjev kolaborant in ustreljen.
Janez Stanovnik je dokončal ljubljansko klasično gimnazijo in se leta 1940 vpisal na Pravno fakulteto v Ljubljani.
Že v gimnaziji se je pričel odmikati od cerkvene hierarhije. Družiti se je začel s člani društva Zarja, s krščanskimi socialisti, ki so nasprotovali političnemu delovanju cerkve in ki sta jih vodila Edvard Kocbek in Bogo Grafenauer. Bil je član uredništva Kocbekove revije Dejanje.

### Med 2. svetovno vojno
Ko so komunistična partija, sokoli in krščanski socialisti na univerzi ustanovili Osvobodilno fronto slovenskega naroda, (OF), se je Janez Stanovnik takoj pridružil in postal član matičnega odbora. Jeseni 1941 so ga aretirale italijanske okupacijske oblasti. Ker so pri njem našli brevir in rožni venec, mu jih je uspelo prepričati, da je veren študent, ki s komunizmom nima nič. Po tem, ko so ga februarja 1942 izpustili, je odšel v Polhograjske dolomite k partizanom.
Partizansko ime Janeza Stanovnika je bilo Tine. Med vojno je opravljal večinoma politične naloge. Na Notranjskem je deloval kot inštruktor OF v tandemu s predstavnikom komunistov. Tesno je sodeloval s Francetom Popitom, s katerim sta ostala tovariša še desetletja. Na Dolenjskem je moral blažiti napetosti med tamkajšnjimi krščanskimi socialisti in komunisti. Oktobra je bil na kočevskem zboru izvoljen za člana SNOO. Februarja 1944, tik pred črnomaljskim zasedanjem SNOO, se je včlanil v komunistično partijo Slovenije, kandidat pa je postal že decembra 1943. Njegovo članstvo v komunistični partiji je ostalo tajno in med vojno je v javnosti še naprej deloval in nastopal, kot da bi bil krščanski socialist.

### Študij in delo

#### V Beogradu: študij in diplomatska služba SFRJ
Janez Stanovnik je konec 2. svetovne vojne dočakal že v Beogradu kot šef kabineta Edvarda Kardelja, ki je bil takrat podpredsednik zvezne vlade in zunanji minister. Udeležila sta se Pariške mirovne konference leta 1946.
Študij s poudarkom na mednarodnih odnosih in ekonomiji je nadaljeval po vojni v Beogradu in diplomiral na Inštitutu za družbene vede pri ustanovitelju šole, Najdanu Pašiću).
Leta 1952 je bil imenovan za ekonomskega svetnika stalne misije FLRJ pri sedežu OZN v New Yorku, kjer je kot nekdanji partizan in svobodomislec užival veliko simpatij. Seznanil se je z vrhom ameriške ekonomske znanosti. Leta 1953 je v ZDA izšel njegov pogovor s tremi ameriškimi študenti, ki ga je Stanovnik pozneje označil kot "provokativnega". Po vrnitvi v Jugoslavijo leta 1956 se je posvetil ekonomiji, čeprav je bil od leta 1958 tudi zvezni poslanec. Postal je direktor Inštituta za mednarodno politiko in gospodarstvo v Beogradu.

#### Za kratek čas v Ljubljani
Leta 1962 se je vrnil v Ljubljano. Poučeval je na Ekonomski fakulteti v Ljubljani, leta 1964 je bil kratek čas tudi dekan, čeprav ni imel doktorata. Še vedno je spremljal zunanjega ministra SFRJ Kočo Popovića na zasedanja generalne skupščine OZN.

#### V Organizaciji združenih narodov in vladi SFRJ
Stanovnikove sposobnosti so v OZN opazili in mu ponudili službo. V letih 1965 do 1967 je bil svetnik generalnega sekretarja Unctada (Konference Združenih narodov o trgovini in razvoju) Raula Prebischa.
V tistih letih je veliko pisal, tudi o nezadovoljivi notranji ureditvi Jugoslavije, za katero je predlagal prehod v tržno gospodarstvo. S tem razmišljanjem je navdušil Borisa Kraigherja, ki je leta 1966 začel sestavljati zvezno vlado in je Stanovnika povabil vanjo. Po Kraigherjevi smrti je Stanovnik ostal v vladi Mike Špiljka, vendar je bila zamisel o liberalnejšem gospodarstvu opuščena. V Špiljkovi vladi je bil Stanovnik manj kot eno leto.

#### Izvršni sekretar Ekonomske komisije OZN za Evropo
Leta 1968 je takratni generalni sekretar OZN U Tant želel J. Stanovnika imenovati za izvršnega sekretarja Ekonomske komisije OZN za Evropo, kar je sporočil vodstvu SFRJ. Zaradi nasprotovanja Špiljka je Stanovnik na visoki položaj v Ženevo odpotoval šele po Kardeljevem posredovanju. V Ženevi je Stanovnik na sprva začasnem delu ostal petnajst let. Skoraj ves čas službovanja (od 1972 do 1982) je imel tudi naziv generalnega podsekretarja OZN, kar je po rangu drugi človek te organizacije.
Leta 1982 se je iz OZN upokojil.

### Predsedstvo SRS
Janez Stanovnik je bil v letih 1984 do 1988 član predsedstva SRS, v katerem je "pokrival" ekonomsko področje.
Stanovnik je bil leta 1988 kandidat za predsednika predsedstva SRS in je na volitvah z več kandidati (po dolgem času), v tekmi z Mojco Drčar Murko, Cirilom Zlobcem in Ivom Fabincem zmagal. Na predsedniški funkciji je začel delovati maja 1988. Politični položaj je bil takrat v Sloveniji in Jugoslaviji skrajno napet. V Sloveniji so se že konec meseca pričele aretacije v zvezi z zadevo JBTZ. Stanovnika so obiskovali tako predstavniki Odbora za varstvo človekovih pravic kot tudi JLA. Predsednik Odbora Igor Bavčar je razgovore s Stanovnikom zapisoval. Veljko Kadijević, minister za obrambo SFRJ, je sicer Stanovnika obdolžil veleizdaje, vendar takrat, ko to ni moglo več imeti nobenih posledic. Kasneje so nekateri označili Stanovnika za izdajalca, ker naj bi dovolil predajo orožja teritorialne obrambe 
Trenja med zveznim in republiškim vodstvom so se odrazila v naslednjih dogodkih. Februarja 1989 je Milošević Kosovu vsilil novo partijsko vodstvo, rudarji iz Starega trga pa so se odločili njegove ukaze izpodbiti z gladovno stavko. V Cankarjevem domu v Ljubljani je bilo organizirano zborovanje v podporo rudarjem, kjer prvič družno nastopita nastajajoča slovenska opozicija in vlada. V Beogradu se na demonstracijah zbere razjarjena milijonska množica. Janez Stanovnik ob tem dramatično pozove k strpnosti: "Dajte, da se vsi skupaj zaustavite, dokler je še čas." Zavzema se za miren in razumen prehod v demokracijo. Naslednji obremenjujoč dogodek je bila napoved »mitinga resnice« v Ljubljani in njegova prepoved v Ljubljani. Komentatorji trdijo, da se Stanovnik »ob teh težkih izzivih ni najbolje znašel«.

### Strokovno delo in priznanja
Poleg partizanske spomenice 1941 in več državnih odlikovanj, je Janez Stanovnik leta 1983 dobil Kidričevo nagrado za knjigo Mednarodni gospodarski sistem: od dominacije k enakopravnosti (1982); je tudi dobitnik dveh nagrad Kidričevega sklada. Leta 2002 mu je predsednik Milan Kučan ob osemdesetletnici podelil Zlati častni znak svobode Republike Slovenije "za izjemne zasluge pri obrambi svobode in uveljavljanju suverenosti Republike Slovenije", leta 2010 pa je bil imenovan za častnega meščana Ljubljane. 4. avgusta 2020 so mu zraven parlamenta ob Grobnici narodnih herojev v Ljubljani na predlog Zveze borcev za vrednote NOB postavili kip (poleg že stoječih Staneta Kavčiča in Franceta Bučarja), leta 2022 pa so mu enakega postavili še v Novi Gorici.

## Zasebno življenje
Konec maja 1945 se je poročil, tudi cerkveno, s partizansko bolničarko Marijo Simončič, s katero sta imela dva sinova, Aleša in Tineta. Oba sta postala univerzitetna profesorja. Kmalu po rojstvu drugega sina je žena Marija leta 1948 nepričakovano umrla.
Z drugo ženo Dragico Dragović je imel še sina Janka. V povojni družini so bili poleg Janeza in Dragice štirje otroci, poleg naštetih še sin Dragice iz prvega zakona, Jugo.
Janez Stanovnik po vojni tudi ni več veren. Čez leta pove, da je s svojo vernostjo razčistil po racionalni poti. Ob različnih priložnostih je svoj prelom z religijo različno umeščal v čas pred vojno, med vojno ali po vojni. Do 17. leta je razmišljal o tem, da bi postal duhovnik. V lastnem življenjepisu za potrebe komunistične partije je 14. novembra 1946 v srbohrvaščini zapisal, da se je že pred vojno, na začetku zadnjega letnika gimnazije deklariral kot ateist in je zato prišel v težek konflikt s svojim očetom.
Po končanem mandatu predsednika predsedstva 1990 se je posvetil ženi Dragici, ki je bila invalidna po možganski kapi. Žena je leta 2002 umrla. Po dvanajstih letih se je Janez Stanovnik vrnil v javnost in bil izvoljen za predsednika Zveze združenj borcev za vrednote NOB, po dokončnem umiku s funkcij pa za njenega častnega predsednika.

## Odmevne izjave

#### O osamosvojitvi
»Temu nasprotujem, zame bi bila odcepitev Slovenije samomor. To bi bilo navzkriž z zgodovinskimi interesi slovenskega naroda.«— Janez Stanovnik, Rekli so, Delo, 10.4.1989

#### O revoluciji
»cilj NOB-ja ni bila samo osvoboditev, ampak tudi »revolucija, socialna revolucija, to je zgraditev novega družbenega reda«— Janez Stanovnik

#### O povojnih pobojih
»Za povojne poboje "sem vedel, vendar ne čutim nobene krivde, da o tem nisem govoril, zvedal sem se da bi odpiranje tega vprašanja pomenilo odpiranje ran.«
Ob objavi dokumentarca Zamolčani - moč preživetja RTV Ljubljana  (avtor Jože Možina) je Stanovnik izjavil, kot predsednik ZZBNOB:
»....
Prav tako pa je treba obsoditi javno manipuacijo tragedij in izkoriščanje pietete do mrtvih in njihovih posmrtnih ostankov, kar poglablja delitve in razplamteva sovraštvo. Škof gospod Stres je lepo povedal, da je »odgovornost vedno individualna«. Zato je nepošteno in krivično nepravilnosti in zločine, ki so jih storili – najpogosteje že pokojni – posamezniki uporabljati za satanizacijo plemenitega odporništva ogromne večine slovenskega naroda. Žalitev partizanstva z »dediči zločina« in »miselnimi potomci rabljev« je neetično, še posebej, če prihaja iz ust profesorjev filozofije etike in cerkvenih voditeljev.

...

Po šestdesetih letih govori o travmah potomcev enostransko, kot da so bili 4.089 usmrčenih (na osnovi znanstvene raziskave Inštituta za novejšo zgodovino po najnovejših podatkih) edine civilne žrtve, dočim šestkrat večje število civilnih žrtev na strani prebivalstva, ki je podpiralo NOB, v »dokumentarcu« ni niti omenjeno. Da o 25.330 padlih, ubitih in usmrčenih partizanskih borcih, ki pomenijo 35,3% vseh žrtev vojne niti ne govorim.

...

- Zgodovinar gospod Dežman, kustos Gorenjskega muzeja v »dokumentarcu« izjavlja, da je v povojnem režimu nekdo lahko napredoval »samo, če je imel krvave roke«. Mar se gospod Dežman zaveda, da je s tem krivično in javno oklevetal vsaj polovico slovenske populacije vključno samega sebe, ki je kot član ZKS prišel na položaj, ki ga še danes zavzema?

...
- Prof. dr. Tine Hribar govori v »dokumentarcu« o občestvu mrtvih in živih, kar se dojema kot visoko moralno in etično sprejemljivo stališče. Istočasno pa prof. Hribar uporablja izraz »dediči zločina«, kar predstavlja primer »obtožbe po asociaciji«. To pa je eden od temeljev rasizma. Ali se profesor etike zaveda, da s tem utemeljuje prolongacijo delitve in sovraštva v narodu namesto sprave, za katero se s tolikšno vnemo zavzema njegova soproga?«— Janez Stanovnik, 

#### Oklerofašizmuv Sloveniji
»Popolnoma (sem prepričan, da je bil škof Rožman med vojno na protipartizanski strani). 
To je bilo popolnoma nedvomno in se vleče še iz predvojnih časov. Ker ste mladi, vam lahko pokažem, kako je bilo pred vojno. Tako (pokaže fotografije, na katerih Rožman pregleduje postrojene uniformirance), kot so imeli fašisti svoje uniforme, tako so imeli uniformirane slovenske fante. Oni so imeli fašistične odrede že pred vojno. Rožman je bil šef katoliške akcije, ki je bila, kako bi vam rekel, parafašistična organizacija. 
Papež Pij XI. je leta 1931 izdal encikliko, ki je nosila ime Quadregesimo Anno in ki je priporočala, naj se katoličani zavzamejo za izgradnjo korporativističnega sistema, ki je bil fašistični sistem, tak, kakršnega je v Italiji uvedel Mussolini in s katerim je dejansko razpustil sindikate in napravil tripartitne organe kolaboracije med kapitalisti, delavci in državo. 
Naši, se pravi Rožman, so s to t. i. katoliško akcijo, ki jo je priporočil Vatikan, z napol fašistično organizacijo, zlorabili vero za ideološko osnovo. In to je bila predhodnica nesreče, ki se je potem razvijala v teku NOB, ampak, insistiram, samo v ljubljanski škofiji. Tega ni bilo niti v mariborski škofiji, še manj pa na Primorskem. Samo tretjina Slovenije je bila zajeta s tem, jaz bi ga imenoval fašističnim valom.«
— Janez Stanovnik, (izvleček) Intervju: Janez Stanovnik, Playboy.si, 27.4.2012

## Zanimivosti
- Ko so ga zbadali, da dobiva več kot solidno dolarsko penzijo iz OZN, je odgovarjal: "Vsaj nisem korumpiran".[5] Vsote, ki naj bi znašala okoli 7000 evrov, ni razkril.[15]
- Aprila 1990 je položaj predsednika predsedstva prepustil Milanu Kučanu, svojemu prvemu sosedu iz ljubljanskega naselja Murgle[5], ki je postal predsednik republike.
- V prelomnih časih predsedovanja predsedstvu SRS, se je Janeza Stanovnika prijel vzdevek »oče naroda«. Pred tem so ta naziv v reviji Mladina zanj uporabljali šaljivo.
- Bratranca Janeza Stanovnika Tine Velikonja in Justin Stanovnik sta bila pol stoletja po 2. svetovni vojni vodilna v protikomunističnem društvu Nova slovenska zaveza, Janez pa je vodil partizansko veteransko organizacijo, Zvezo borcev[5].